# 林崇發
林崇發（粵拼：lam4 sung4 faat3，1988年—），香港金融家、作家、傳媒工作者，現任美好證券內容總監、金融商業雜誌《1611》總編輯，曾任南華早報Morning Studio多媒體和內容策略監製、Monocle駐香港副社長以及聯合報500輯客座主編，現居於台灣。
畢業於澳洲麥覺理大學社會哲學系，學成後先後前往英國基爾大學、倫敦政治經濟學院及美國史丹佛大學進修。其個人評論文章亦廣見於諸多知名媒體。

## 早年生活
林崇發國中就讀香港救恩書院，為該校傑出籃球運動員之一，為校贏得多面公開比賽冠軍和榮譽，亦是香港青少年的精英籃球運動員。國中四年級時，擔任救恩書院學生會副主席。
大學時期，林崇發進入澳洲雪梨麥覺理大學就讀，主修社會哲學，在學期間創辦麥覺理大學校史上第一個無伴奏合唱團「Macappella」 。
於澳洲學成後，林崇發先後進入英國基爾大學、倫敦政治經濟學院進修國際關係和經濟學，並在基爾大學加入排球和劍擊代表隊。於英國進修結束後，林崇發再赴美國史丹福大學進修量化金融。

## 工作經歷
自2011年起，林崇發即於諸多海內外報章刊物發表評論文章，舉凡明報、信報、經濟日報、GQ、日經亞洲評論、南華早報均有刊登其文，撰文領域橫跨政治經濟分析、旅遊、書評等。2013年，林崇發加入香港華富嘉洛資產管理公司擔任研究員。

### 加入Monocle
2015年，林崇發進入英國知名生活雜誌Monocle團隊，為當時編輯部唯一的華人，2016年被派駐至新加坡分部，負責亞洲區內的報導與採訪，以及雜誌、書藉和電台頻道《Monocle 24》，後於新加坡返回香港後晉升為Monocle駐香港副社長，主管亞洲區業務。

### 南華早報及美好證券
離開Monocle後，林崇發加入南華早報團隊，並擔任旗下創意工作室Morning Studio的多媒體和內容策略監製，在職期間負責之專案《Flying High, Linking Lives》位居當時南華早報網頁最高分享內容的第二名。2020年，林崇發加入美好證券，擔任內容總監。

## 個人生活

### 文化藝術推廣
林崇發相當活躍於電視和電台的時事評論節目，且時常參與或主持各地文化和演講活動，舉凡於2012年組織及主持電影《鐵娘子：堅固柔情》首映、2017年於科技論壇Rise Conference主講有關香港軟實力、2018年赴台北時裝週發表演講，並曾為香港、成都、南韓等政府機關策劃廣告宣傳文案。
2019年，林崇發也為日本文化網頁「Cinra」推出其旅遊品牌 HereNow 的香港區內容，同年更以香港外國記者協會第四屆傳媒峰會籌辦成員的身份，主持有關跨文化傳媒的論壇。
2023年，他接受台灣生活雜誌《La Vie》採訪關於男裝訂製的經驗和想法，報導成為了六月號的封面人物。

### 多國遊歷經驗
高中畢業後，他曾於國泰航空任職空服員，個人居住過香港、台灣、日本、澳洲、英國、美國，亦曾於歐洲背包旅行多次，足跡遍布50國家，超過700個城市。

### 自由潛水
2023 年底，他參加了於小琉球舉辦的自由潛水訓練營 Deep Week，隨後開始固定訓練平潛項目，並特別專注於動態無蹼平潛（DYNB）。在 2024 年 12 月舉行的 AIDA Taipei Tournament 台北泳池例行賽中，他刷新了個人在公開比賽中的最佳紀錄，完成 114 米，目前在香港紀錄榜上排名第四。